# Azerbeidzjan (Iran)

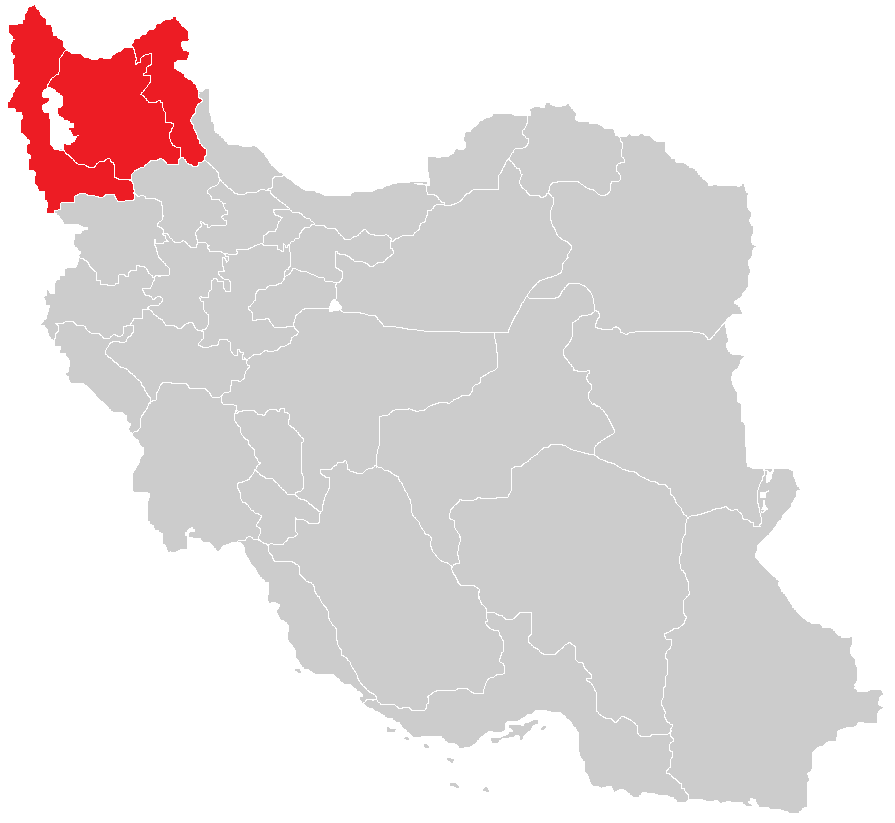
De ligging van het gebied in Iran.

Vlag van Zuid-Azerbeidzjan

Azerbeidzjan (Perzisch: آذربایجان; Āzarbāijān; Azerbeidzjaans: Cənubi Azərbaycan, Turks: Güney Azerbaycan) of Iraans Azerbeidzjan is een regio in het uiterste noordwesten van Iran. Historisch wordt het gebied ook wel Atropatene genoemd.
De regio is vertegenwoordigd als Zuid-Azerbeidzjan bij de Organisatie van Niet-Vertegenwoordigde Naties en Volkeren.
Het gebied is 106.000 km² groot en had in 2004 7,6 miljoen inwoners. Dit zijn vooral Azerbeidzjanen die het Azerbeidzjaans spreken. Daarnaast spreekt bijna iedereen de officiële taal, Perzisch.

## Bestuurlijke indeling
Het gebied bestaat uit 4 provincies:
- Ardebil
- Oost-Azerbeidzjan
- West-Azerbeidzjan
- Zanjan

## Geschiedenis
De regio wordt bewoond door etnische Azerbeidzjanen, net als de aangrenzende regio Zuidelijke Kaukasus. Turkstalige volkeren vestigden zich in de regio na de veroveringen van de Seltsjoeken in de 11e eeuw. Tot de val van de Safawieden, een Azerbeidzjaans-Perzische dynastie, vielen beide regio's onder dezelfde staat. Na de val van de Safawieden werd de regio opgedeeld in semi-onafhankelijke kanaten onder suzereiniteit van de Kadjaren. Aan het begin van de 18e eeuw viel het Keizerrijk Rusland Transkaukasië binnen, waarna het leefgebied van de Azerbeidzjanen in tweeën werd gedeeld. Het noordelijk gebied kwam onder Russische soevereiniteit, terwijl het zuidelijke gebied bleef onder Perzische soevereiniteit.
In 1918 werd de Democratische Republiek Azerbeidzjan opgericht in Transkaukasië, waarbij opzettelijk voor de naam Azerbeidzjan werd gekozen om de band met de Azerbeidzjanen in Iraans Azerbeidzjan te benadrukken en de deur open te zetten naar een unificatie met de Azerbeidzjanen in Iran. De republiek ging echter ten onder in 1920 en het gebied kwam weer onder Russische soevereiniteit onder de naam Azerbeidzjaanse Socialistische Sovjetrepubliek.

### Onafhankelijkheid
In augustus 1941 bezetten Britse en Russische troepen gezamenlijk Iran om de toevoer van oorlogsmaterieel aan de Russische troepen te verzekeren. Russische Sovjettroepen bezetten Iraans Azerbeidzjan, waarna een door de Sovjets opgezette marionettenregering onder leiding van Jafar Pishevari de Azerbeidzjaanse Volksregering in Tabriz uitriepen. Op 13 juni 1946 werd een overeenkomst gesloten tussen de centrale regering in Teheran en afgevaardigden van Azerbeidzjan onder leiding van Pishevari. In deze overeenkomst stemde Pishevari erin toe dat Iraans Azerbeidzjan zijn autonomie opgaf, zijn ministeries en premierschap sloot en weer een deel van Iran werd. Het parlement werd omgezet in een provinciale raad, een systeem waar in de Iraanse grondwet ruimte voor aanwezig was.
Midden december 1946 trok het Iraanse leger Tabriz binnen en maakte daarmee na ruim een jaar een einde aan de Azerbeidzjaanse Volksregering.

## Separatisme
Er zijn enkele organisaties actief die pleiten voor onafhankelijkheid van Iraans Azerbeidzjan of voor hereniging met de republiek Azerbeidzjan, dat soms ook wel irredentistisch als Noord-Azerbeidzjan wordt aangeduid.
- Nationale Vrijheidsbeweging van Zuid-Azerbeidzjan (Cənubi Azərbaycan Milli Azadlıq Hərəkatı);
- Nationale Opwekkingsbeweging van Zuid-Azerbeidzjan (Güney Azərbaycan Milli Oyanış Hərəkatı);
- Nationale Verzetsorganisatie van Azerbeidzjan (Azərbaycan Milli Dirəniş Təşkilati);
- Onafhankelijkheidspartij van Zuid-Azerbeidzjan (Güney Azərbaycan İstiqlal Partiyası);
- Geheel Azerbeidzjan Volksfrontpartij (Bütöv Azərbaycan Xalq Cəbhəsi Partiyası);
- Nationaal Onafhankelijkheidsfront van Zuid-Azerbeidzjan (Güney Azərbaycan Milli Azadlıq Cəbhəsi).